# Алджер (Огайо)
Алджер (англ. Alger) — селище (англ. village) в США, в окрузі Гардін штату Огайо. Населення — 837 осіб (2020).

## Географія
Алджер розташований за координатами 40°42′34″ пн. ш. 83°50′39″ зх. д. / 40.70944° пн. ш. 83.84417° зх. д. (40.709439, -83.844031).  За даними Бюро перепису населення США в 2010 році селище мало площу 0,74 км², уся площа — суходіл.

## Демографія
Згідно з переписом 2010 року, у селищі мешкало 860 осіб у 347 домогосподарствах у складі 232 родин. Густота населення становила 1166 осіб/км².  Було 413 помешкання (560/км²).
Расовий склад населення:
| - 97,2 % — білих - 0,5 % — корінних американців - 0,2 % — чорних або афроамериканців - 0,1 % — азіатів |

До двох чи більше рас належало 1,9 %. Частка іспаномовних становила 1,2 % від усіх жителів.
За віковим діапазоном населення розподілялося таким чином: 26,7 % — особи молодші 18 років, 58,5 % — особи у віці 18—64 років, 14,8 % — особи у віці 65 років та старші. Медіана віку мешканця становила 37,1 року. На 100 осіб жіночої статі у селищі припадало 85,7 чоловіків;  на 100 жінок у віці від 18 років та старших — 81,0 чоловіків також старших 18 років.
Середній дохід на одне домашнє господарство  становив 35 851 долар США (медіана — 33 036), а середній дохід на одну сім'ю — 41 574 долари (медіана — 39 375). За межею бідності перебувало 25,9 % осіб, у тому числі 30,1 % дітей у віці до 18 років та 17,0 % осіб у віці 65 років та старших.
Цивільне працевлаштоване населення становило 248 осіб. Основні галузі зайнятості: виробництво — 31,9 %, освіта, охорона здоров'я та соціальна допомога — 10,5 %, транспорт — 10,1 %.